# Абу Фаріс Абд аль-Азіз II
Абу Фаріс Абд аль-Азіз II аль-Мутавакіль (араб. أبو فارس عبد العزيز المتوكل; нар. 1361 — 1434) — 19-й султан і 18-й халіф Держави Хафсідів у 1394—1434 роках. відновив могутність держави, поширивши вплив на центральний Магриб та аль-Андалус.

## Життєпис
Син халіфа Абу'л Аббас Ахмада II та Джохари бінт Бану-Мамід з арабського племені хілаль. Народився 1361 року в Костянтині. 1371 року після захоплення батьком Держави хафсідів перебрався до Тунісу.
1394 року після смерті Ахмада II успадкував трон. Продовжив політику попередника зі зміцнення влади та завершив відновлення колишніх кордонів Держави Хафсідів. До 1397 року остаточно ліквідував самостійне управління в Костянтині, Гафсі, Беджаї та Триполітанії. 1398 року здійснено успішний похід проти берберів в горах Орес. 1397 року укладено мирний договір з пізанською республікою.
Але 1400 року вимушен був придушити повстання в Гафсі й Таузарі. 1401 року переміг Аммара ібн Табету, валі Триполі, що повстав. 1402 року приборкав повстання в Біскрі.
Також для зміцнення свого становища в провінціях надав значні пожертви улемам, шаріфам, мулам, які стали опорою влади Хафсідів в містах. Намагався знищити на Джербі хариджизм впровадивши суннізм. Крім того, оголосив малікізм головним в державі.
Разом з тим скасував низку податків, які вважав протирічящим Корану. Водночас активно сприяв розвитку піратства, відя кого отримував чималі прибутки. 1398 року хафсідський флот спільно з заянідським захопили місто Торребланку в Арагоні. У відповідь 1399 року арагонський флот сплюндрував місто Аннабу.
1403 року уклав мирний договір з арагонським королем Мартином I. Втім його порушувала кожна зі сторін. 1407 року придушив повстання в Триполітанії, а 1408 року — в Костянтині.
В березні 1411 року, скористався ослаблення заянідів, захопивши землі до річки Шеліфф та місто Алжир. Проте до 1420 року втратив ці володіння. Вимушен був укласти мирний договір з заянідським султаном Абу Маліком I. 1421 року було укладено мирний договір з Флорентійською республікою.
1424 року, коли султана Абу Маліка I було повалено, розпочав перемовини щодо відновлення того на троні в Тлемсені. Втім похід Абд аль-Азіз II проти заянідського султана Абу Абдаллаха II здійснив лише 1428 року, оскільки 1424 року арагонський флот сплюндрував острів Керкенна, загрожуючи Джербі і Сузам. Було відновлено на троні Абу Маліка I, що визнав зверхність Хафсідів та передав халіфу Алжир та землі до річки Шеліфф.
1425 року Генуезька республіка впровадило ембарго на торгівлю з Державою Хафсідів у відпорвідь на піратські дії. Проте 1426 року халіфу вдалося укласти договір з Філіпо Марія Вісконті, герцогом Мілану і сеньйором Генуї, завдяки чому ембарго було скасовано. Проте піратські дії відновили конфлікт, тому генцуезці поновили дію ембарго. Разом з тим 1427 року халіф уклав політико-торгівельний договір з Венецією, давнім суперником Генуї. Того ж року допоміг Мухаммаду VIII повернутися на трон Гранадського емірату. Але той невдовзі відмовився визнавати зверхність Хафсідів. Тоді 1429 року підтримував йогос уперника — Мухаммада аль-Айсара, який після сходження на трон визнав владу Держави Хафсідів. 1429 року сплюндрував острів Мальту у відповідь на дії сицилійського флоту.
1430 року, коли Абу Маліка I було повалено й страчено Абу Абдаллахом II через 84 дня Абу Фаріс Абд аль-Азіз II переміг та повалив останнього. Згодом Абу Абдаллаха було схоплено й страчено. Новим султаном в Тлемсені у 1431 році було повставлено Абу Аббас Ахмада I, що підтердив залежність від Хафсідів. 1432 року рушив на захист Джерби від арагоно-сицилійського флоту. 1433 року вдалося укласти мирний договір з Генуезькою республікою, а невдовзі й з королівствами Арагом та Сицилія.
Помер халіф 1434 року в області Уарсена, повертаючись до Тунісу. Йому спадкував онук Мухаммад IV аль-Мунтасир.